# Sydney Trains Waratah
Die Sydney Trains Waratah sind doppelstöckige Elektrotriebzüge der Baureihen A und B. Sie werden auf dem Netz von Sydney Trains eingesetzt. Als Weiterentwicklung der Millennium-Züge, wurden die Waratahs von einem Konsortium aus CRRC Changchun und Downer Rail gefertigt, wobei der Bau zunächst im chinesischen Changchun erfolgte, bevor die Endmontage in den Cardiff Locomotive Workshops von Downer Rail stattfand.
Die Züge wurden nach der Art Telopea speciosissima benannt. Diese Sträucher sind in Südostaustralien endemisch und als Staatsblume ein Symbol von New South Wales.
Der Erstauftrag für 78 A-Züge war der bisher größte Auftrag für Schienenfahrzeuge in ganz Australien. Die insgesamt 624 Wagen stellen etwa die Hälfte der Fahrzeuge von Sydney Trains und ersetzten zwei Drittel der 498 Wagen des Typs S. Die Lieferungen begannen im Juli 2011 und wurden im Juni 2014 abgeschlossen.
Ein Auftrag für 24 zusätzliche Züge mit verbesserter Technik wurde im Dezember 2016 aufgegeben. Diese Züge wurden in die Baureihe B eingeordnet. Die Auslieferung dieses Auftrags fand von September 2018 bis Juni 2019 statt. Eine zweite Lieferung von 17 nachbestellten Zügen begann im September 2020 und wurde im Juni 2021 vollendet.

## Technik

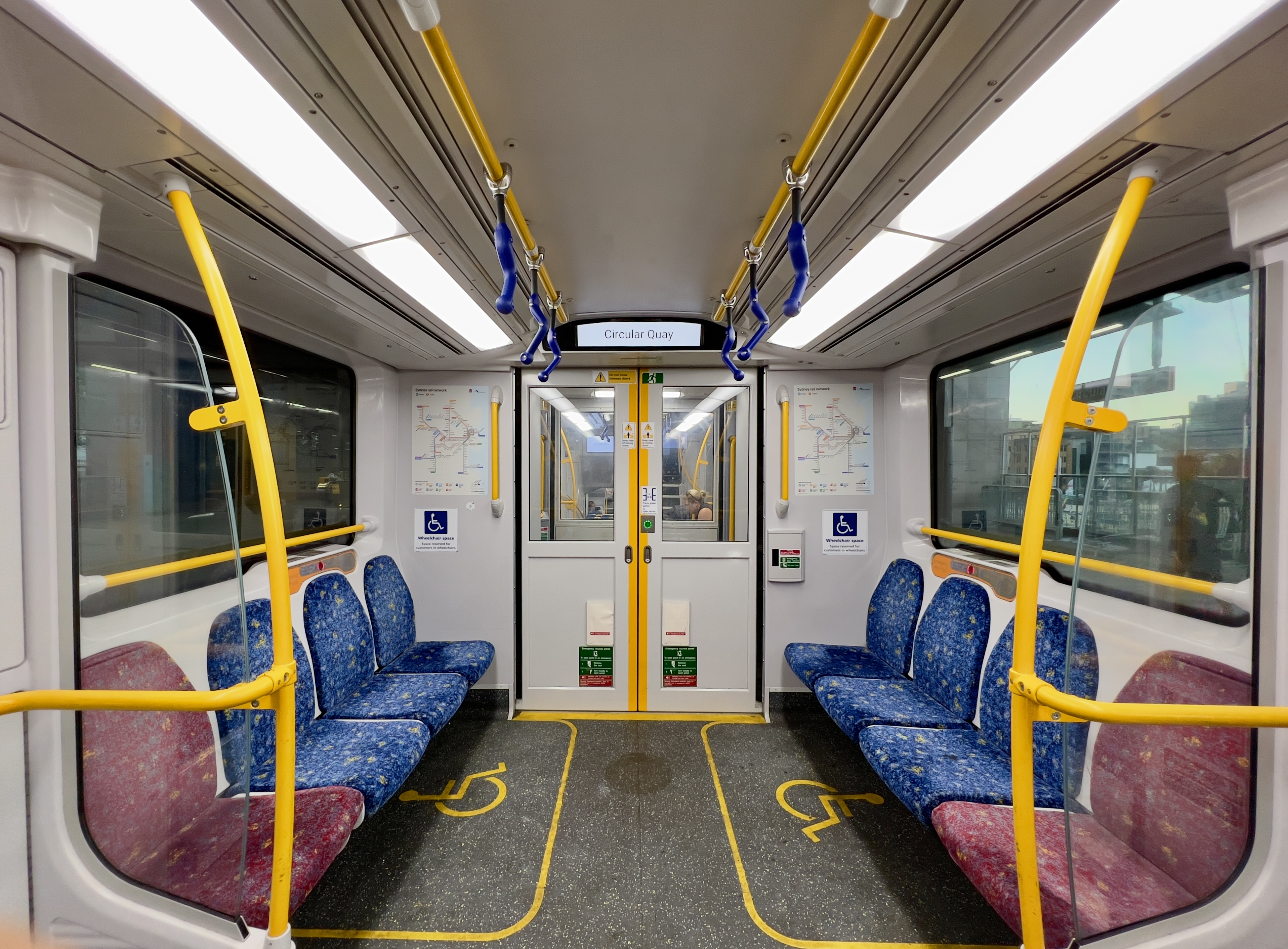
Fahrgastraum am Übergang zum nächsten Wagen

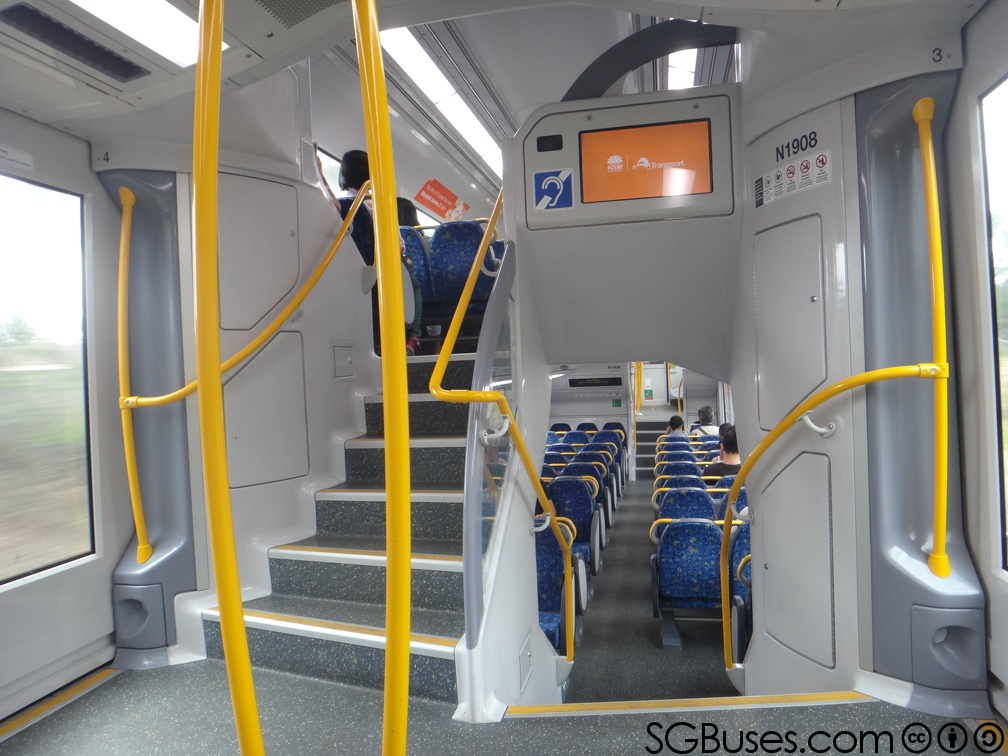
Tür- und Treppenbereich

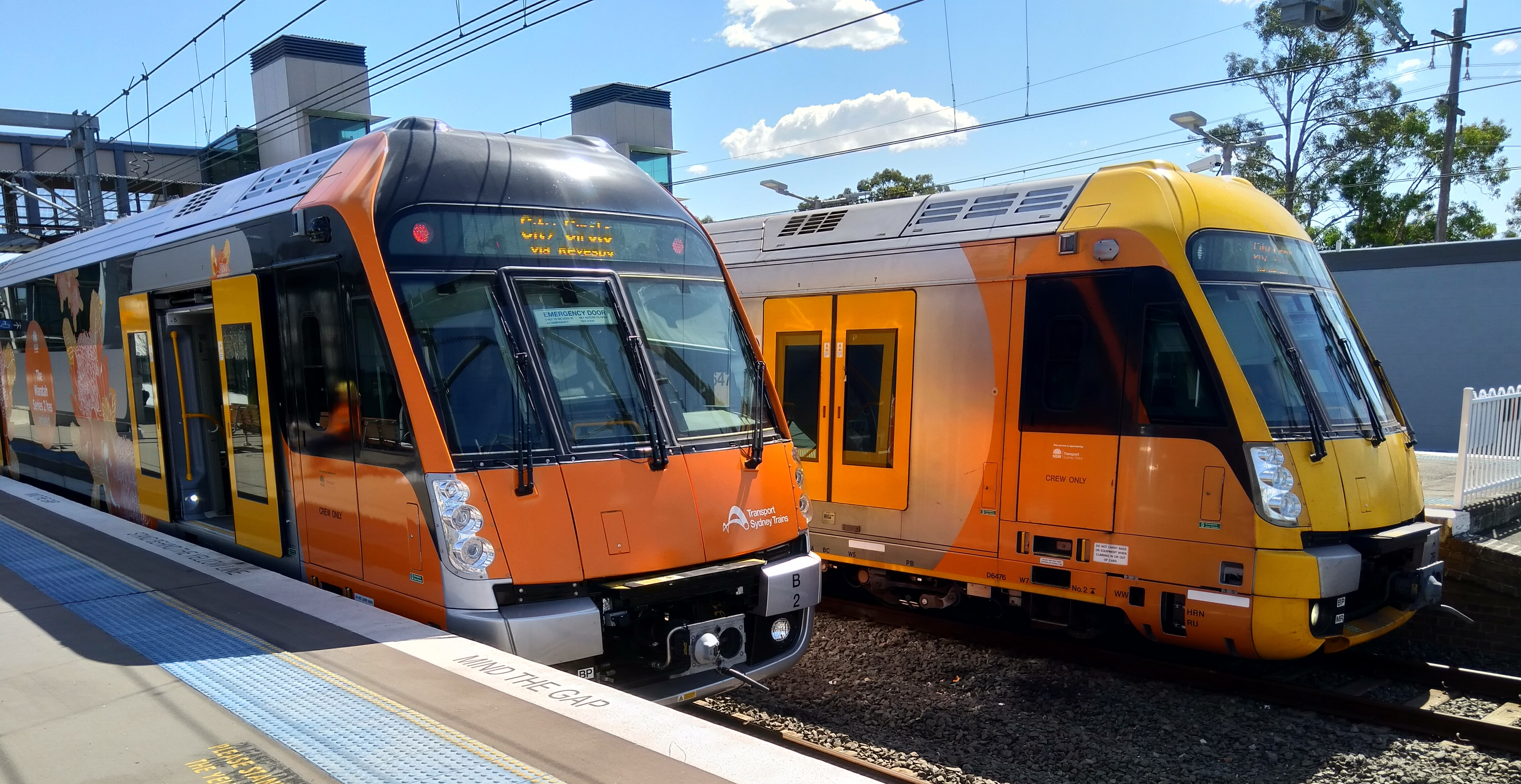
B2 (links) und A76 (rechts) am Bahnhof Revesby

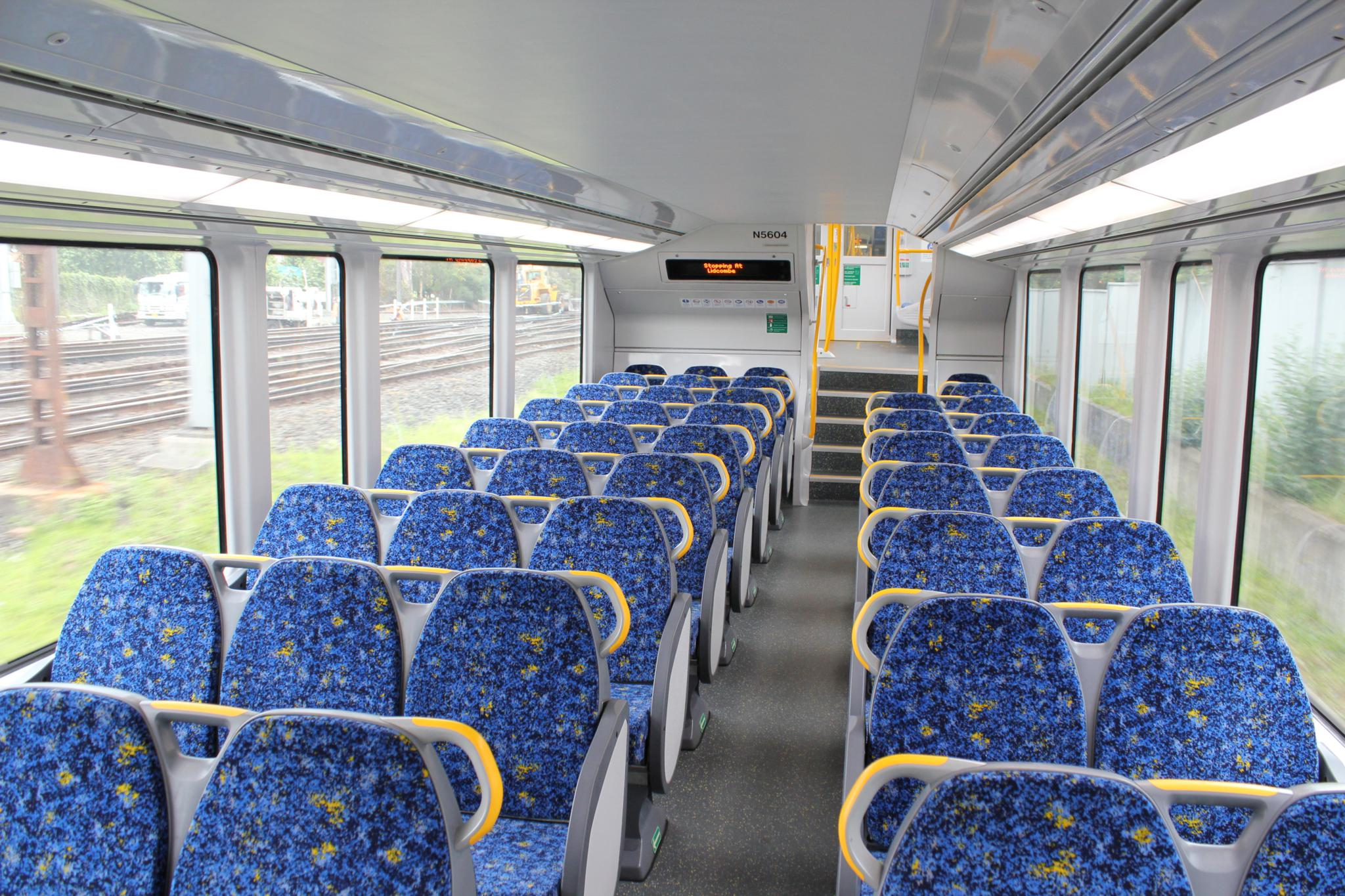
Es gibt fünf Sitze pro Reihe

Die A-Züge wurden von Downer EDI Rail entworfen. Sie bestehen aus acht Wagen – eine Neuerung gegenüber der bisher üblichen Praxis von Sydney Trains, zwei Vierwagenzüge zu Achtwagenzügen zu kuppeln. Das hat den Vorteil, dass sich die Fahrgäste besser im Zug verteilen können. Die Wagen 2, 3, 6 und 7 sind angetrieben, die übrigen Wagen sind antriebslos. Die Züge verfügen über eine Videoüberwachung.
Die Innenräume wurden von Transport Design International entworfen. Gegenüber älteren Zügen wurden mehr Sprechstellen für Notfälle und Überwachungskameras installiert. Die automatischen Ansagen sollen durch Änderungen der Tonhöhe natürlicher klingen und die Klimaanlagen sollen ihre Leistung an die Außentemperatur und die Zahl der Fahrgäste anpassen. Der Barrierefreiheit dienen 16 Rollstuhlplätze, tragbare Rampen in den Endwagen, rote Markierungen für leichter zugängliche Sitze und zusätzliche Armläufe im Vergleich zu älteren Zügen.
Die A-Züge nutzen erstmals LEDs für alle Leuchten außer den Scheinwerfern. Das spart etwa 800 Kilogramm Gewicht und reduziert den Stromverbrauch für die Beleuchtung auf etwa ein Viertel des ansonsten vorhandenen Verbrauchs. Ein spezieller Wollstoff wird als Sitzbezug verwendet.
Die B-Züge sind zu mehr als 90 % mit den A-Zügen identisch. Die äußere Form ist gleich, die Farbgebung enthält jedoch mehr schwarze und orange Elemente. Im Innenraum sind mehr und verbesserte Fahrgastinformationssysteme vorhanden und die Computersteuerung wurde überarbeitet.

## Bau und Lieferung

### A-Züge

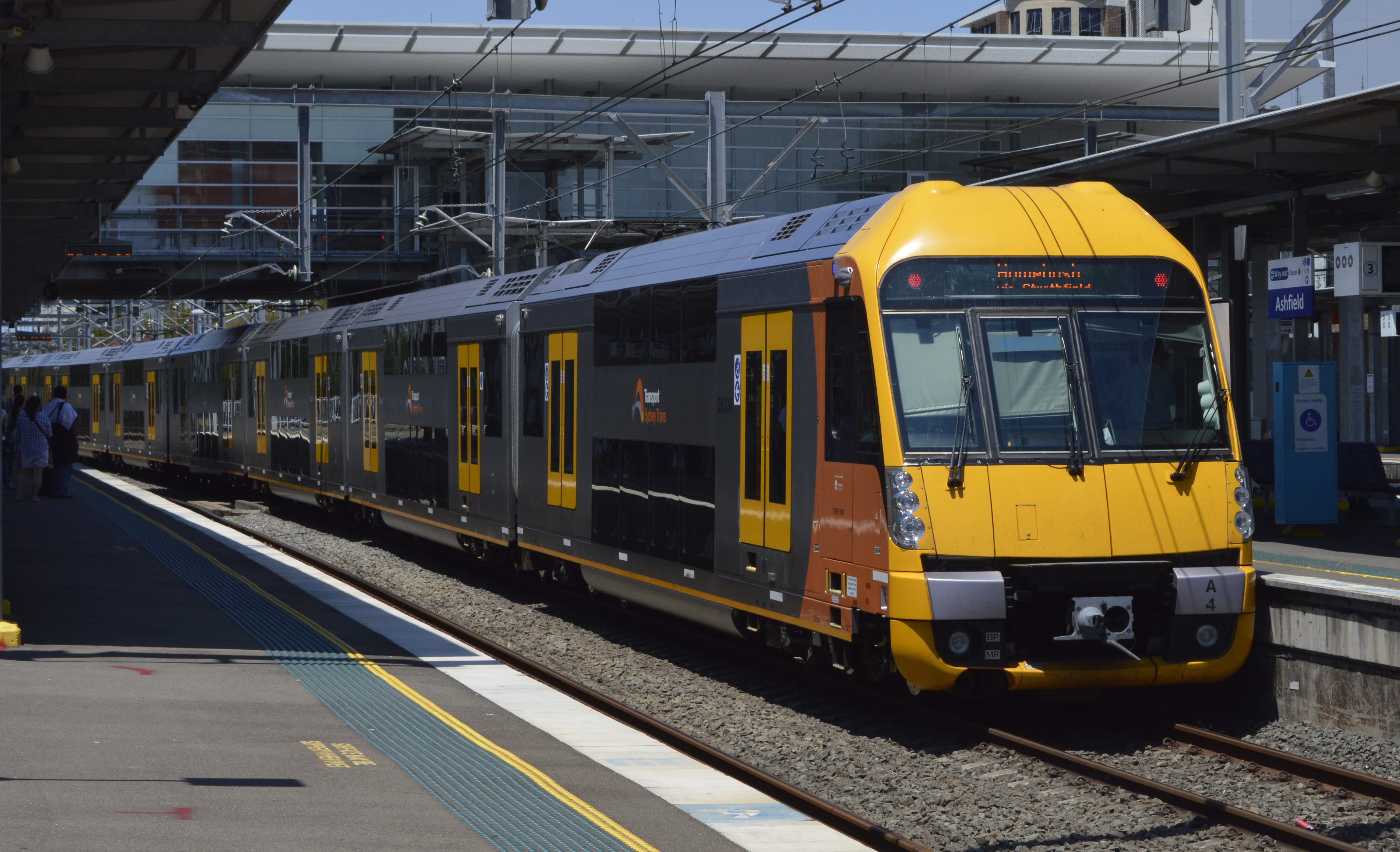
A4 im Bahnhof Ashfield

Ein Joint Venture zwischen Downer EDi Rail und CRRC wurde eingerichtet, um die A-Züge zu entwickeln, zu bauen und abzunehmen. Die Wagenkästen aus rostfreiem Stahl werden teilweise bei CNR Changchun Railway Vehicles in China gefertigt, bevor sie zur Fabrik Cardiff Locomotive Workshops von Downer in New South Wales für die Endfertigung, Prüfung und Endabnahme verschifft werden. Diese Fabrik wurde daher für 20 Millionen $ modernisiert. Zudem wurde das Auburn Maintenance Centre, wo die Züge beheimatet sind, und neue Unterwerke an verschiedenen Stellen im Netz gebaut.
Ein aus vier Wagen bestehender Vorserienzug wurde gebaut, um zu prüfen, dass die Züge den speziellen Anforderungen des Sydneyer Netzes genügen, sodass Fehler vor der Serienlieferung behoben werden konnten. Die Versuchsfahrten verspäteten sich etwas und wurden erst im Jahr 2010 durchgeführt.
Die ersten Züge sollten im Spätjahr 2010 den Betrieb nehmen, aber mehrere Verspätungen führten zu einer späteren Inbetriebnahme. Der erste Zug, der für den Betrieb vorgesehen war, (A3) wurde dem damaligen Betreiber CityRail am 20. April 2011 ausgeliefert. CityRail nahm den Zug aber wegen Sicherheitsbedenken und Fehlern nicht ab. Fehlerhaft waren unter anderem die Frontscheiben, die unter direktem Sonnenlicht eintrübten, mangelhafte Schweißnähten, Kunststoffverformungen und Softwareprobleme.
Nachdem der Großteil der Probleme gelöst wurde, erlaubte CityRail, dass der Zug unter speziellen Bedingungen in den Betrieb geht. Der Zug wurde am 1. Juli 2011 erstmals eingesetzt. Nun folgte die Inbetriebnahme weiterer Züge, die Schritt für Schritt auf mehr Linien eingesetzt wurden. Am 2. Juni 2014 war mit A80 der letzte A-Zug ausgeliefert.
Ursprünglich sollten die Waratahs alle 500 Wagen des S-Typs ersetzen, aber im Februar 2013 zeigte sich, dass manche S-Züge für den Betrieb des South West Rail Link weiterhin benötigt wurden, sodass die Züge vorerst in Betrieb blieben. Eine Option für weitere A-Züge existierte, wurde aber nicht gezogen, weil stattdessen die B-Züge beschafft wurden.

### B-Züge

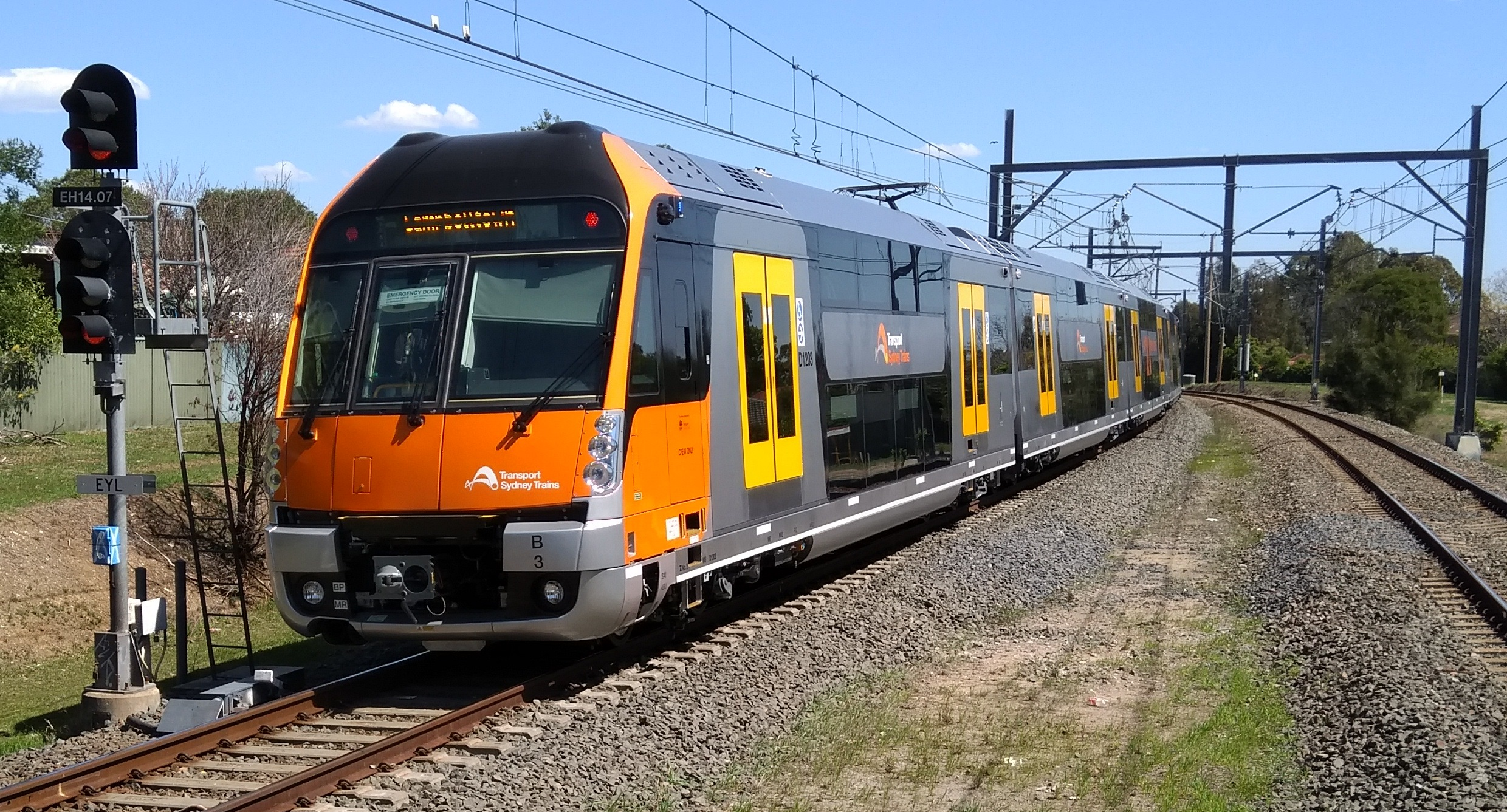
B3 nach Abfahrt von Panania

Neben der Ausschreibung für doppelstöckige Intercity-Züge (Typ D Mariyung) verkündete die Regierung von New South Wales am 1. Dezember 2016, dass 24 neue Vorortzüge bestellt wurden. Bekannt als Sydney Growth Trains während der Entwicklung, werden die nun Züge offiziell als B-Züge (B set) bezeichnet.
Der Vertrag mit einer Höhe von 1,7 Milliarden AU-$ wurde an Downer EDI (nun Downer Group) vergeben. CRRC Changchun baut die Züge erneut als Subunternehmen. Nach der Ankunft in Australien werden die Züge in der Downer-Fabrik in Cardiff geprüft.
Downer Rail wird die Züge für mindestens 25 Jahre warten. 17 Züge der Option von 45 Zügen wurden nachbestellt. Die Züge sollten ursprünglich im Mortdale Maintenance Centre beheimatet werden, doch 2017 fiel die Entscheidung, die B-Züge wie bereits die A-Züge im Auburn Maintenance Centre zu stationieren. Dennoch laufen die Modernisierungsarbeiten am Mortdale Maintenance Centre weiterhin.
Der erste ausgelieferte B-Zug wurde den Medien im März 2018 gezeigt. Der Zug B2 begann den Fahrgastbetrieb am 7. September 2018 mit einer Fahrt von Granville nach Liverpool. Bis Juni 2019 wurden alle 24 B-Züge der ersten Serie ausgeliefert und haben die übrig gebliebenen 48 S-Züge ersetzt.
Im Februar 2019 wurden weitere 17 B-Züge bestellt. Die ersten Züge dieser Serie kamen im September 2020 in Dienst.

## Betrieb
Waratahs werden Stand 2022 auf diesen Linienführungen eingesetzt:
- T1 North Shore & Western Line: von Emu Plains oder Richmond bis Central
- T2 Inner West & Leppington: von Leppington oder Parramatta bis City Circle via Granville
- T3 Bankstown: von Liverpool oder Lidcombe bis City Circle via Bankstown
- T5 Cumberland: Leppington–Richmond
- T7 Olympic Park: Shuttle von Lidcombe bis Olympic Park an Wochenenden und in den Ferien, zu besonderen Anlässen Verkehre von Central bis Olympic Park
- T8 Airport & South: Macarthur–City Circle via Airport oder Sydenham
- T9 Northern Line: Hornsby–Gordon via Strathfield